# أوسكار س. بادغر
أوسكار س. بادغر (بالإنجليزية: Oscar Charles Badger)‏ هو ضابط أمريكي، ولد في 12 أغسطس 1823 في مانسفيلد في الولايات المتحدة، وتوفي في 20 يونيو 1899 في كونكورد في الولايات المتحدة.